# Agi Mishol
Agi Mishol (în ebraică אגי משעול, născută Ágnes (Ági) Fried; n. 20 octombrie 1946, Cehu Silvaniei, România) este o poetă israeliană de limba ebraică, originară din Transilvania,România.

## Biografie
Agnes (Agi) Fried, devenită mai târziu, prin căsătorie, Agi Mishol, s-a născut in 1947 la Cehu Silvaniei, în Transilvania, ca fiică unor evrei vorbitori de maghiară, supraviețuitori ai Holocaustului. La vârsta de 4 ani, în 1952, ea a emigrat cu ei în Israel. S-au stabilit la Gedera, unde părinții ei au condus un magazin de biciclete cu un atelier de reparații electrice. Au locuit multă vreme într-un apartament mic, de o singură cameră. Până la terminarea liceului, Mishol a dormit pe un pat pliant, care ziua devenea fotoliu și nu a avut masa ei de lucru. La școală nu s-a distins la învățătură, în schimb a scris versuri în limba ebraică încă din copilărie.
Serviciul militar ea l-a efectuat la centrala nucleară de la Dimona, dupa care a studiat literatura la Universitatea Ben Gurion din Beer Sheva. La 19 ani și jumătate s-a măritat pentru scurtă vreme. După divorț ea s-a mutat la Ierusalim, unde a studiat pedagogia și literatura ebraică și a terminat titlurile de licențiată și master în arte la Universitatea Ebraică din Ierusalim. A frecventat acolo și atelierul de scriere creativă al poetului Yehuda Amihay.
La Ierusalim a făcut cunoștință cu Giora Mishol, care lucra la Ministerul Integrării Imigranților, și cu care s-a căsătorit. Perechea s-a stabilit în moșavul Kfar Mordehay, de lângă Gedera, unde ei cresc piersici, hurma și rodii. Li s-au născut doi copii, Maya și Uri.
Între anii 1976 - 2001 Agi Mishol a lucrat ca profesoară de limba și literatura ebraică la liceul din Beer Tuvya. Dupa ce s-a pensionat, intre anii 2002-2009 a fost conferențiară la Colegiul de cultură evreiască Alma din Tel Aviv. În anul 2006 ea condus direcția artistică a Festivalului Internațional de Poezie de la Mishkenot Shaananim la Ierusalim. După anul 2011 a preluat conducerea școlii de poezie Helikon din Tel Aviv, unde a predat în cadrul mai multor ateliere de scriere creativă. De asemenea a ținut cursuri si a predat scriere creativă la Universitatea Ben Gurion, la Universitatea Tel Aviv și la Universitatea Ebraică din Ierusalim, în anul 2007 fiind poetul rezident al acesteia din urmă.

## Cariera literară
Agi Mishol a scris 16 volume de versuri. Prima ei carte „Kodem tafasti rega” a publicat-o pe propria ei cheltuială la 18 ani, dar apoi a adunat toate exemplarele din librării și le-a distrus. 
În anii 1970 Mishol a publicat trei volume de versuri care au fost în mare parte ignorate de criticii literari. Creația ei s-a bucurat de recunoaștere în cercurile literare mai ales după ce criticul literar, traducătorul și redactorul David Weinfeld, care era atunci responsabilul unesi serii de poezie in cadrul editurii Keter, i-a publicat volumul Yoman Matá (Jurnal de livadă). Weinfeld a continuat și mai târziu să-i sprijine acceptarea în mainstreamul lumii poetice israeliene. În 2014 volumul de versuri Sidur avoda (Program de lucru) s-a vândut în peste 12,000 exemplare. 
Volumul antologic Poezii noi și alese din anul 2003 s-a vândut în Israel în 13,000 exemplare. El a conținut și un eseu al criticului literar prof. Dan Miron, despre opera poetei, intitulat „Sibila comică”. Miron a apreciat ca „Agi Mishol este o poetă care se situează în prezent cu toate puterile la marele ei zenit poetic... Agi Mishol aparține, fără îndoială, dinastiei marilor poete ebraice - Rahel Bluwstein, Yoheved Bat-Myriam, Lea Goldberg, Dalia Ravikovich și Yona Wollach”. Au fost și unii critici precum poetul Itzhak Laor și Gavriel Moked care au exprimat despre opera ei opinii mai rezervate. Așa cum apreciază Joanna Chen, care a tradus poezii ale lui Mishol în engleză, poezia acesteia este „evocativă, accesibilă, ancorată în prezent, dar și în trecutul personal și în cel colectiv. Lirismul versurilor ei se cuibărește într-un limbaj vorbit și familiar”.
Versurile ei au fost puse pe note de artiști și compozitori precum Corinne Allal, Yehudit Ravitz și Ori Lehman, In 2004 s-a realizat și un spectacol de teatru kinetic „Yanshufot” (Cucuvele) bazat pe poezii ale ei. Seri de poezii în lectura ei reușesc a umple săli de teatru.

## Premii și onoruri
- 1995 Premiul primului ministru al Israelului pentru literatură
- 2000 Premiul Kugel al orașului Holon
- 2002 Premiul Yehuda Amihay pentru poezie (Israel)
- 2007 Premiul Dolitzki (Israel)
- 2014 - titlul de doctor honoris causa în filozofie din partea Universității Tel Aviv, fiind una din cel mai remarcabile și mai îndrăgite poete din Israel, pentru imensa ei contribuție la îmbogățirea culturii israeliene și pentru proza ei sinceră, care descrie condiția umană și viața, făcând o impresie indelebilă asupra cititorului.
- 2014 Premiul internațional LericiPea pentru întreaga activitate în domeniul poeziei , în Italia împreună cu poetele Amel Moussa din Tunisia și Gabriella Sica din Italia
- doctor honoris causa al Institutului de știință Weizman din Rehovot (2016), al Universității Bar Ilan (2018)
- Premiul Newman pentru literatura al Universitatii Ebraice din Ierusalim
- 2019  Premiul Zbigniew Herbert pentru poezie (Polonia)
- 2021 - Poeta emerită a Institutului de stduii avansate a Universitatii Ebraice din Ierusalim

## Opera
- Domestic Angel, Mossad Bialik & Hakibbutz Hameuchad, 2015 [Mal'ach Hacheder] (Îngerul camerei)
- Awake, Hakibbutz Hameuhad, 2013 [Era] (Trează)
- Working Order, Hakibbutz Hameuhad, 2011 [Sidur Avoda] (Program de lucru)
- House Call, Hakibbutz Hameuhad, 2009 [Bikur Bait] (Vizită la domiciliu)
- Things Happen, Hakibbutz Hameuhad & Mossad Bialik, 2005 [Korim Dvarim] (Se întâmplă lucruri)
- Moment, Hakibbutz Hameuchad, 2005 (Moment)
- Selected and New Poems, Mossad Bialik & Hakibbutz Hameuchad, 2003 [Mivchar Ve-Chadashim] (Poezii alese și noi)
- Wax Flower, Even Hoshen, 2002 [Nerot Netz Ha-Chalav] (Lumânări de Ornithogalum)
- Dream Notebook, Even Hoshen, 2000 [Machberet Ha-Chalomot] (Caietul cu vise)
- Look There, Helikon-Tag, 1999 [Re`eh Sham] (Uite acolo)
- See (edited by Nathan Zach), Helikon-Tag, 1997 [Hineh] (Iată)
- The Interior Plain, Hakibbutz Hameuchad, 1995 [Ha-Shfela Ha-Pnimit] (Șes interior)
- Fax Pigeon, Hakibbutz Hameuchad, 1991 [Yonat Faximilia] (Porumbel facsimilia)
- Plantation Notes, Keter, 19877 [Yoman Mata] (Jurnal de livadă)
- Gallop, Hakibbutz Hameuchad, 1980 [Gallop] (Galop)
- A Cat's Scratch, Hakibbutz Hameuchad, 1978 [Srita Shel Hatul] (Zgârietură de pisică)
- Nanny and Both of Us, Ekked, 1972 [Nanny Ve-Shneinu] (Nanny și noi doi)
- I Caught a Moment, Golan, 1967 [Kodem Tafasti Rega] (Am prins o clipă)

Poeziile lui Agi Mishol au fost traduse in mai multe limbi, atât în volume de versuri ale poetei cât și în cadrul unor antologii în engleză, germană, rusă, polonă, chineză etc.

## În românește
- Șeherazada - traducere de Riri Manor și Ioana Ieronim, ilustrații de Devis Grebu, Institutul Cultural Român, 2008